# Lucio Julio Julo
Lucio Julio Julo  fue un político y militar romano del siglo V a. C. que perteneció a la gens Julia.

## Familia
Julo fue miembro de los Julios Julos, la más antigua de las ramas patricias de la gens Julia. Fue hijo del cónsul Vopisco Julio Julo y padre del tribuno consular Lucio Julio Julo.

## Carrera pública
Ocupó los cargos de tribuno consular, magister equitum y cónsul. Durante su tribunado consular, en el año 438 a. C., Fidenas desertó de los romanos y se pasó a las filas de los de Veyes. En el año 431 a. C., fue nombrado magister equitum por el dictador Aulo Postumio Tuberto que lo dejó a cargo en Roma del aprovisionamiento del ejército en campaña.
Obtuvo el consulado al año siguiente, durante el cual se concedió a los ecuos una tregua de ocho años. Junto con su colega consular, Lucio Papirio Craso, se adelantó a los tribunos de la plebe en la presentación de una ley sobre las multas, deseada por la plebe, gracias a la filtración de otro tribuno de la plebe.